# Drapeau de Saint-Marin

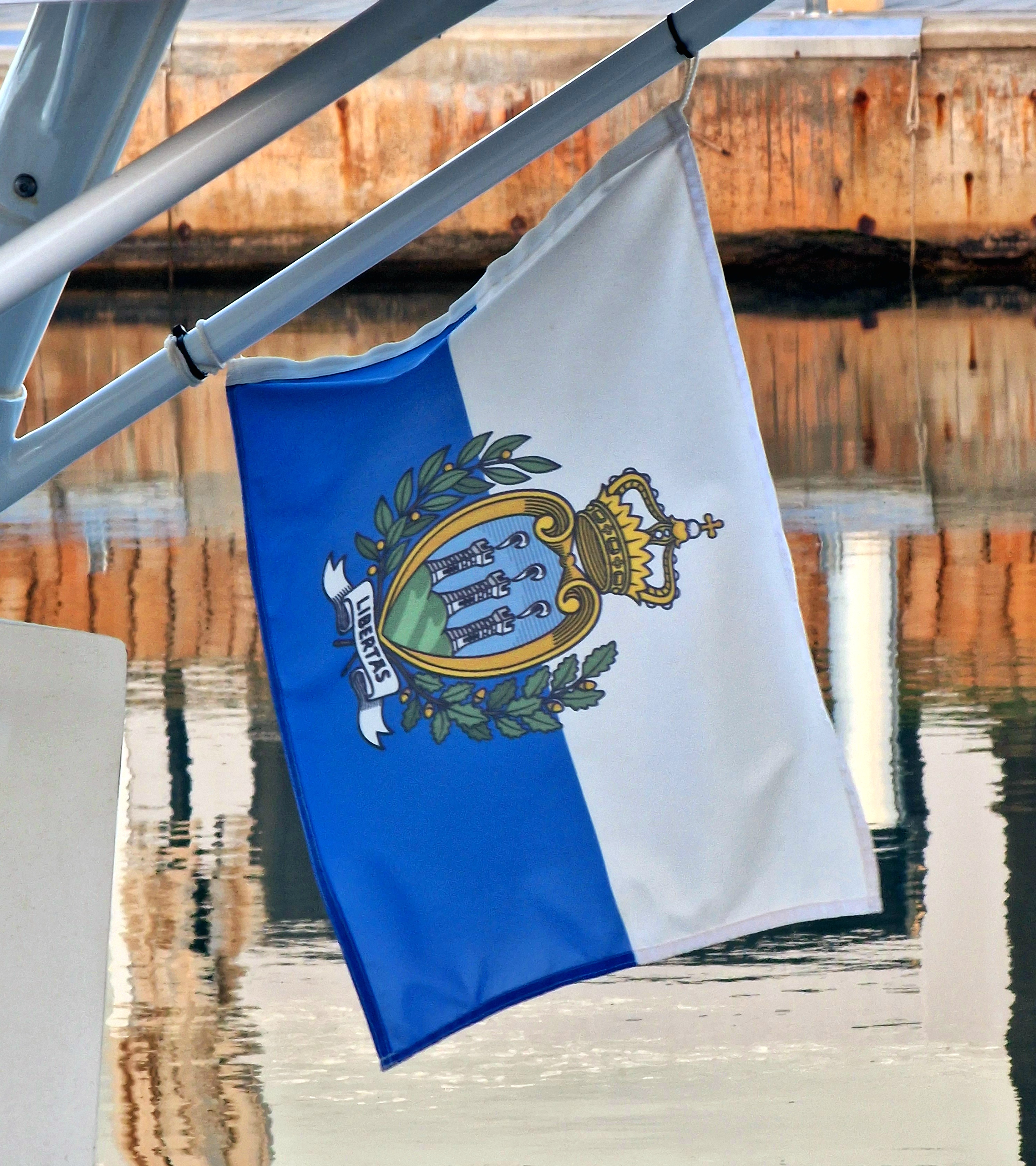
Drapeau de Saint-Marin sur un bateau en Espagne.

Le drapeau de Saint-Marin est adopté le 22 juillet 2011. 

## Description

Drapeau Civil. Ratio: 3:4

Le drapeau saint-marinais est composé de deux bandes horizontales égales en proportion, l'une blanche et l'autre bleu clair, qui symboliseraient respectivement les concepts de paix et de liberté. 
Les armoiries nationales sont apposées au centre du drapeau : elles sont constituées en premier lieu d'un bouclier représentant les trois « tours de garde » de Saint-Marin juchées sur les trois pics du Mont Titano. Ce bouclier, encadré de feuilles, est accompagné d'une couronne, symbole de la souveraineté de la plus ancienne république au monde et de l'inscription LIBERTAS, signifiant « liberté » en latin.
Les armoiries ne sont pas représentées sur le drapeau civil.

## Histoire
Le plus ancien drapeau attesté de la république est datée du 4 septembre 1465, lorsqu'il est commandé dans une manufacture de Florence. Il s'agit d'un drapeau tricolore horizontal, composé d'orange, de blanc et de violet, avec les anciennes armoiries de Saint-Marin placées au centre. En 1797, probablement influencé par le mouvement de réformes en France, le Grand Conseil général de la république saint-marinaise décide de l'utilisation d'une cocarde blanche et bleue, qui coïncide ou non avec celle choisie par les Français révolutionnaires,.
Le 22 juillet 2011, une loi constitutionnelle promulguée le 9 août de la même année, réglemente et fixe définitivement l'utilisation, les couleurs et la conception des armoiries et du drapeau, annulant ainsi la loi de 1974. Les dimensions du drapeau restent 3:4 mais il est permis d'utiliser le ratio le plus commun, c'est-à-dire 2:3, dans les évènements internationaux et sportifs.

Drapeau attesté en 1465, hypothèse par Malagola
Drapeau attesté en 1465, hypothèse par Casali
Drapeau utilisé avant 2011